# Mareuil-sur-Cher
Pour les articles homonymes, voir Mareuil.
Mareuil-sur-Cher est une commune française située dans le département de Loir-et-Cher en région Centre-Val de Loire.
Localisée au sud du département, la commune fait partie de la petite région agricole « les Plateaux bocagers de la Touraine méridionale », regroupant des milieux très hétérogènes, plateau dénudé de Pontlevoy, vallée du Cher bordée de coteaux de vignes et aspects de gatine au-delà. Elle est drainée par le Cher, la Civière, le Traîne Feuilles et par divers petits cours d'eau.
L'occupation des sols est marquée par l'importance des espaces agricoles et naturels qui occupent la quasi-totalité du territoire communal. Un espace naturel d'intérêt est présent sur la commune :  et un espace naturel sensible,  En 2010, l'orientation technico-économique de l'agriculture sur la commune est la culture des céréales et des oléoprotéagineux. À l'instar du département qui a vu disparaître le quart de ses exploitations en dix ans, le nombre d'exploitations agricoles a fortement diminué, passant de 39 en 1988, à 39 en 2000, puis à 23 en 2010.
Le patrimoine architectural de la commune comprend un bâtiment porté à l'inventaire des monuments historiques : le château de Mareuil.

## Géographie

### Localisation et communes limitrophes
La commune de Mareuil-sur-Cher se trouve au sud du département de Loir-et-Cher, dans la petite région agricole des Plateaux bocagers de la Touraine méridionale,. À vol d'oiseau, elle se situe à 32,9 km  de Blois, préfecture du département, à 32,3 km de Romorantin-Lanthenay, sous-préfecture, et à 4,1 km de Saint-Aignan, chef-lieu du canton de Saint-Aignan dont dépend la commune depuis 2015. La commune fait en outre partie du bassin de vie de Saint-Aignan.
Les communes les plus proches sont : Pouillé (3,9 km), Thésée (4,1 km), Saint-Aignan (4,1 km), Noyers-sur-Cher (5,5 km), Saint-Romain-sur-Cher (6,2 km), Monthou-sur-Cher (6,4 km), Seigy (6,7 km), Angé (7,8 km)  et Châteauvieux (7,9 km).

### Paysages et relief
Dans le cadre de la Convention européenne du paysage, adoptée le 20 octobre 2000 et entrée en vigueur en France le 1er juillet 2006, un atlas des paysages de Loir-et-Cher a été élaboré en 2010 par le CAUE de Loir-et-Cher, en collaboration avec la DIREN Centre (devenue DREAL en 2011), partenaire financier. Les paysages du département s'organisent ainsi en huit grands ensembles et 25 unités de paysage,. La commune fait partie de deux unités de paysage : les « coteaux du Cher »  et « le Cher de Saint-Aignan », dans « la vallée du Cher ».
Les coteaux du Cher, plus vastes que la simple marge de la vallée, s'étendent sur une épaisseur de 4 à 8 kilomètres en moyenne pour une longueur totale de 25 kilomètres environ. Ils s'organisent en une succession de collines et de vallées qui prennent leurs sources sur la crête dessinée par la confluence de l'Indre et du Cher.
Large de deux à trois kilomètres, la vallée du  Cher autour de Saint-Aignan est irrégulièrement bordée de coteaux festonnés, formant des ondulations plus ou moins amples à la manière d'un drapé.
L'altitude du territoire communal varie de 64 mètres à 186 mètres,.

### Hydrographie

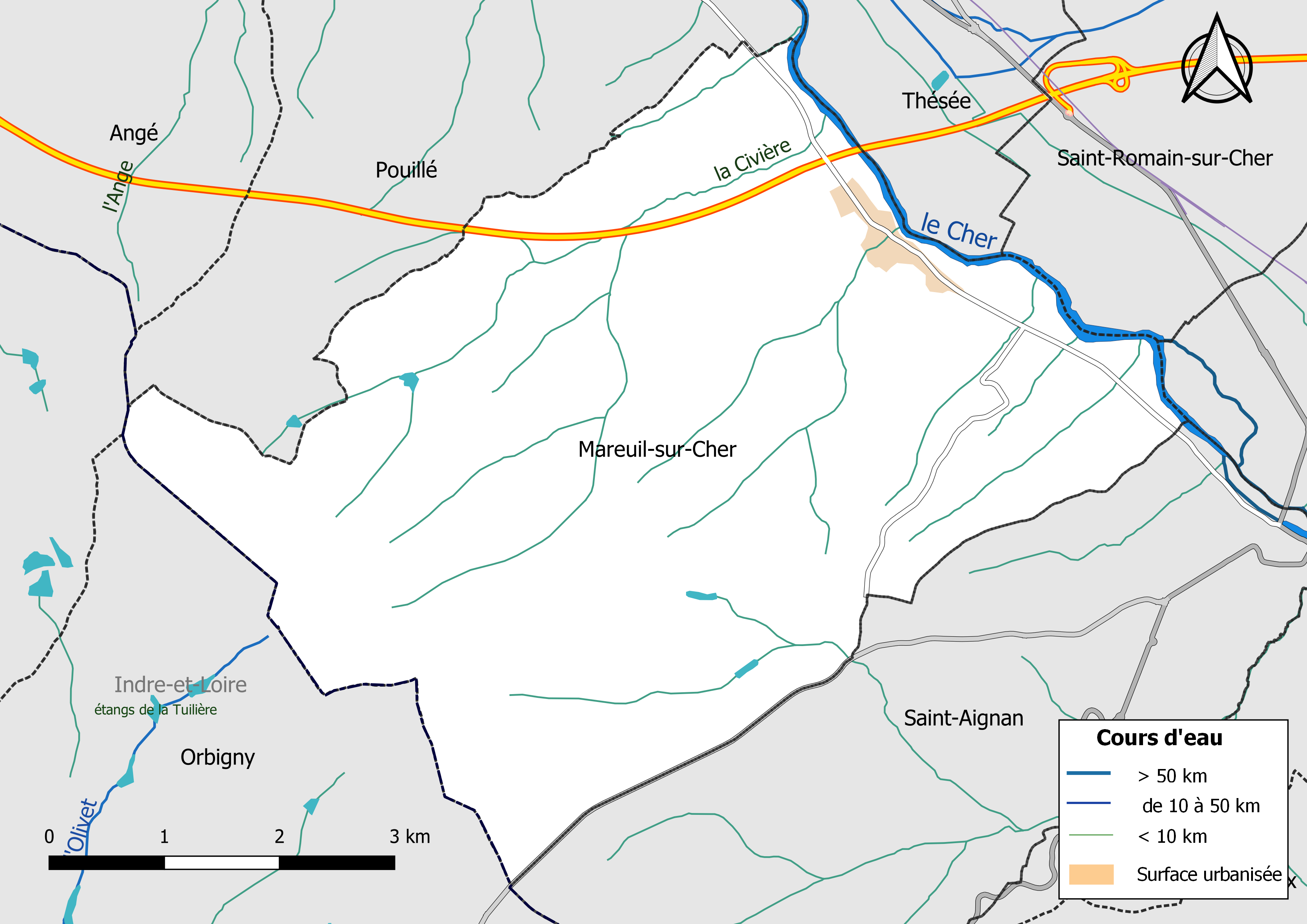
Réseau hydrographique de Mareuil-sur-Cher.

La commune est drainée par le Cher (4,224 km), la Civière, le Traîne Feuilles et par divers petits cours d'eau, constituant un réseau hydrographique de 39,12 km de longueur totale.
Le Cher, d'une longueur totale de 365,5 km, prend sa source dans la commune de Mérinchal (Creuse) et se jette  dans la Loire à Cinq-Mars-la-Pile (Indre-et-Loire), après avoir traversé 117 communes. 
Sur le plan piscicole, ce cours d'eau est classé en deuxième catégorie, où le peuplement piscicole dominant est constitué de poissons blancs (cyprinidés) et de carnassiers (brochet, sandre et perche).

### Climat
Pour des articles plus généraux, voir Climat du Centre-Val de Loire et Climat de Loir-et-Cher.
En 2010, le climat de la commune est de type climat océanique dégradé des plaines du Centre et du Nord, selon une étude du CNRS s'appuyant sur une série de données couvrant la période 1971-2000. En 2020, Météo-France publie une typologie des climats de la France métropolitaine dans laquelle la commune est exposée à un climat océanique altéré et est dans la région climatique Moyenne vallée de la Loire, caractérisée par une bonne insolation (1 850 h/an) et un été peu pluvieux.
Pour la période 1971-2000, la température annuelle moyenne est de 11,8 °C, avec une amplitude thermique annuelle de 15,3 °C. Le cumul annuel moyen de précipitations est de 669 mm, avec 10,5 jours de précipitations en janvier et 6,7 jours en juillet. Pour la période 1991-2020, la température moyenne annuelle observée sur la station météorologique de Météo-France la plus proche, sur la commune de Lye à 13 km à vol d'oiseau, est de 12,1 °C et le cumul annuel moyen de précipitations est de 673,1 mm,. Pour l'avenir, les paramètres climatiques de la commune estimés pour 2050 selon différents scénarios d'émission de gaz à effet de serre sont consultables sur un site dédié publié par Météo-France en novembre 2022.

### Milieux naturels et biodiversité

#### Inventaire du patrimoine naturel
Aucun espace naturel présentant un intérêt patrimonial n'est recensé sur la commune dans l'inventaire national du patrimoine naturel,,.

#### Espaces naturels et sensibles
Dans le cadre de sa politique environnementale, le Conseil départemental labellise certains sites au patrimoine naturel remarquable, les « espaces naturels sensibles », dans le but de les préserver, les faire connaître et les valoriser. Vingt-six sites sont ainsi identifiés dans le département dont un situé sur le territoire communal : les « Ravins du Haut-Bonneau », un ravin à fougères.

## Urbanisme

### Typologie
Au 1er janvier 2024, Mareuil-sur-Cher est catégorisée commune rurale à habitat dispersé, selon la nouvelle grille communale de densité à sept niveaux définie par l'Insee en 2022.
Elle appartient à l'unité urbaine de Saint-Aignan, une agglomération intra-départementale regroupant quatre  communes, dont elle est une commune de la banlieue,,. Par ailleurs la commune fait partie de l'aire d'attraction de Saint-Aignan, dont elle est une commune de la couronne,. Cette aire, qui regroupe 5 communes, est catégorisée dans les aires de moins de 50 000 habitants,.

### Occupation des sols
L'occupation des sols est marquée par l'importance des espaces agricoles et naturels (99 %). La répartition détaillée ressortant de la base de données européenne d'occupation biophysique des sols Corine Land Cover millésimée 2012 est la suivante : 
terres arables (16,1 %), 
cultures permanentes (13,2 %), 
zones agricoles hétérogènes (22,2 %), 

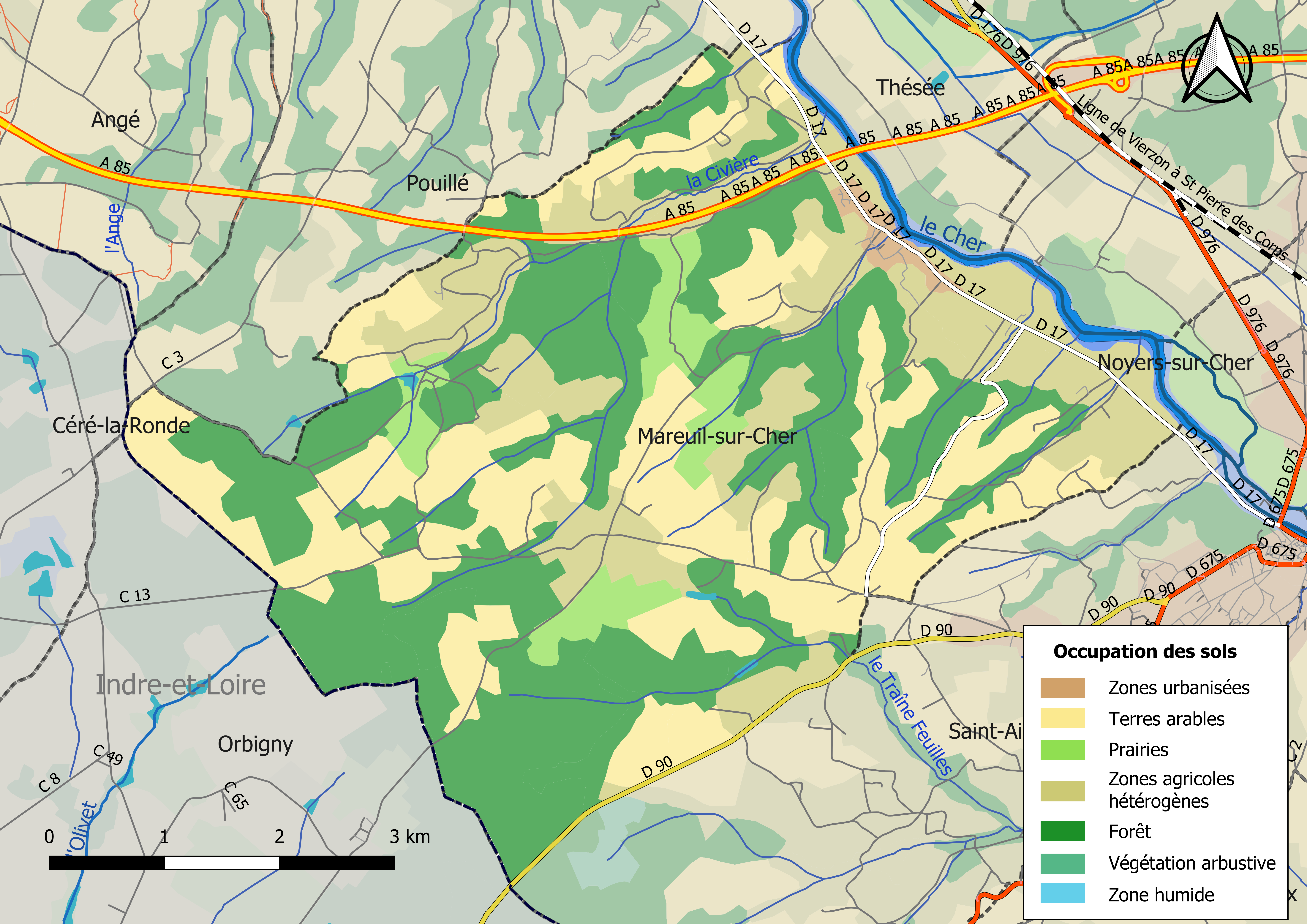
Carte des infrastructures et de l'occupation des sols de la commune en 2018 (CLC).

prairies (6,3 %), 
forêts (40 %), 
zones urbanisées (1 %), 
eaux continentales (1,2 %).

### Planification
En matière de planification, la commune disposait en 2017 d'une carte communale approuvée, un plan local d'urbanisme était en élaboration. Par ailleurs, à la suite de la loi ALUR (loi pour l'accès au logement et un urbanisme rénové) de mars 2014, un plan local d'urbanisme intercommunal couvrant le territoire de la communauté de communes Val-de-Cher-Controis a été prescrit le 30 novembre 2015.

### Habitat et logement
Le tableau ci-dessous présente la typologie des logements à Mareuil-sur-Cher en 2016 en comparaison avec celle du Loir-et-Cher et de la France entière. Une caractéristique marquante du parc de logements est ainsi une proportion de résidences secondaires et logements occasionnels (16,4 %) inférieure à celle du département (18 %) mais supérieure à celle de la France entière (9,6 %). Concernant le statut d'occupation de ces logements, 81,3 % des habitants de la commune sont propriétaires de leur logement (82,2 % en 2011), contre 68,1 % pour le Loir-et-Cher et 57,6 pour la France entière.
|                                                         | Mareuil-sur-Cher | Loir-et-Cher | France entière |
| ------------------------------------------------------- | ---------------- | ------------ | -------------- |
| Résidences principales (en %)                           | 75,3             | 74,5         | 82,3           |
| Résidences secondaires et logements occasionnels (en %) | 16,4             | 18           | 9,6            |
| Logements vacants (en %)                                | 8,3              | 7,5          | 8,1            |

### Risques majeurs
Le territoire communal de Mareuil-sur-Cher est vulnérable à différents aléas naturels : inondations (par débordement du Cher ou par ruissellement), climatiques (hiver exceptionnel ou canicule), feux de forêts, mouvements de terrains ou sismique (sismicité faible). 
Il est également exposé à un risque technologique :  le transport de matières dangereuses,.

#### Risques naturels

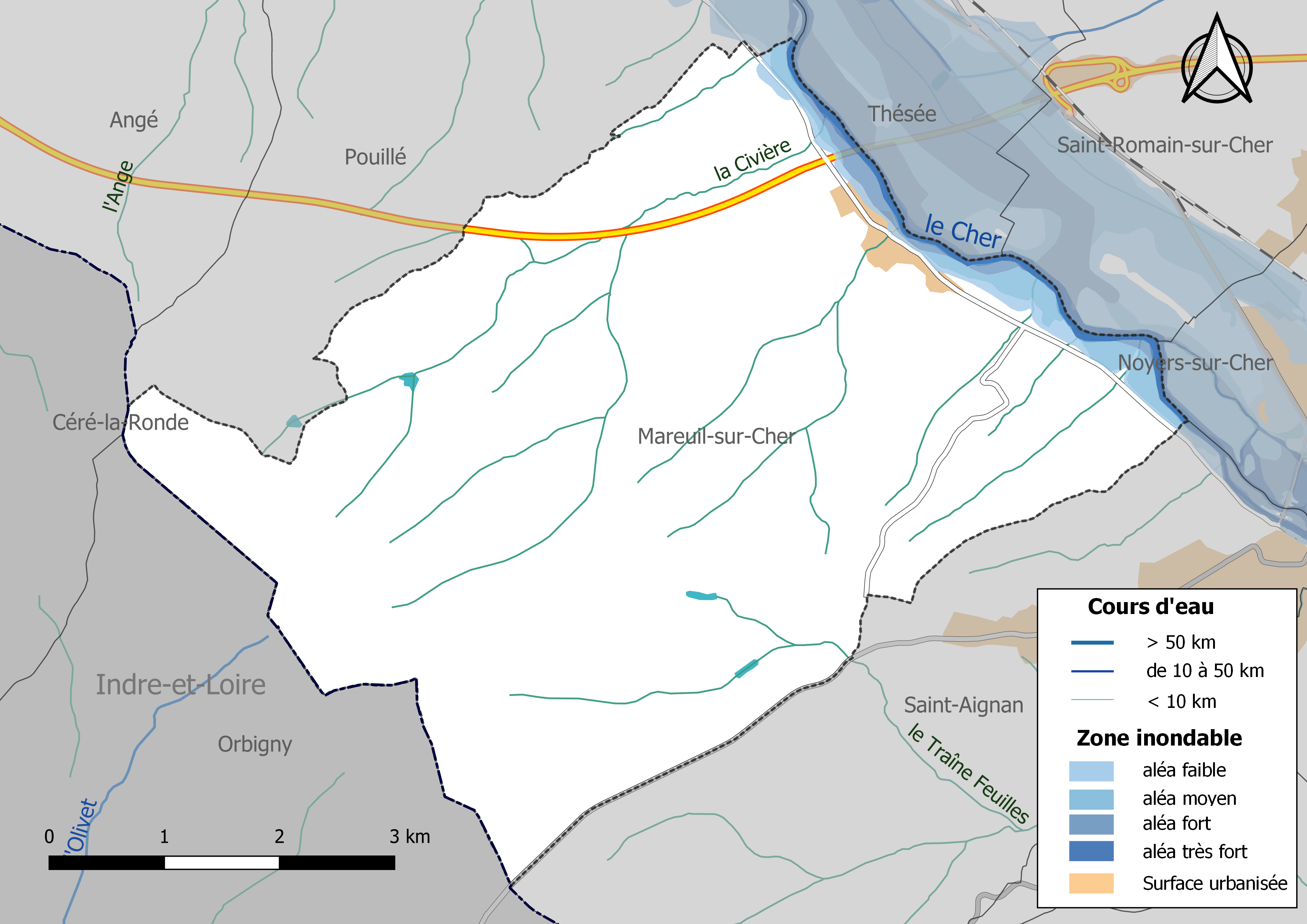
Zones inondables de la commune de Mareuil-sur-Cher.

Les mouvements de terrains susceptibles de se produire sur la commune sont soit liés au retrait-gonflement des argiles, soit des chutes de blocs, soit des glissements de terrains, soit des effondrements liés à des cavités souterraines. Le phénomène de retrait-gonflement des argiles est la conséquence d'un changement d'humidité des sols argileux. Les argiles sont capables de fixer l'eau disponible mais aussi de la perdre en se rétractant en cas de sécheresse. Ce phénomène peut provoquer des dégâts très importants sur les constructions (fissures, déformations des ouvertures) pouvant rendre inhabitables certains locaux. La carte de zonage de cet aléa peut être consultée sur le site de l'observatoire national des risques naturels Georisques. Une autre carte permet de prendre connaissance des cavités souterraines localisées sur la commune.
Les crues du Cher sont moins importantes que celles de la Loire, mais elles peuvent provoquer des dégâts importants. Les crues historiques sont celles de 1856 (5 m à l'échelle de Noyers-sur-Cher), 1940 (4,03 m) et 1977 (3,58 m). Le débit maximal historique est de 1 560 m3/s et caractérise une crue de retour supérieur à cent ans pour Montrichard Val de Cher. Le risque d'inondation est pris en compte dans l'aménagement du territoire de la commune par le biais du Plan de prévention du risque inondation (PPRI) du Cher.

#### Risques technologiques
Le risque de transport de marchandises dangereuses sur la commune est lié à sa traversée par une route à fort trafic et une canalisation de transport de gaz. Un accident se produisant sur de telles infrastructures est en effet susceptible d'avoir des effets graves au bâti ou aux personnes jusqu'à 350 m, selon la nature du matériau transporté. Des dispositions d'urbanisme peuvent être préconisées en conséquence.

## Toponymie
Mareuil-sur-Cher devint le nom officiel de la commune peu après la fin de la Première Guerre mondiale, par un décret du 16 août 1919, permettant ainsi une différenciation avec ses 13 communes homonymes.

## Histoire

### Préhistoire
Le site de plein air de la Croix de Bagneux est un gisement exceptionnel pour l'étude de plusieurs cultures du Paléolithique supérieur ancien et du début du Magdalénien, jusqu'alors méconnues voire inconnues à l'échelle régionale. Il a été occupé régulièrement par des campements temporaires de chasseurs-cueilleurs pendant une très longue période ; et la nature du sol a généralement permis une bonne conservation des vestiges de ces occupations successives, des conditions qui ne sont généralement connues qu'en grotte ou sous abri.
Il a été fouillé sur une surface de 1,4 ha en 2004-2005 en préventif dans le cadre de l'aménagement de l'autoroute A85. Il a livré de l'Aurignacien, du Gravettien ancien (autour de 25 000 ans BP), un faciès inconnu dans la moitié nord de la France) et moyen (environ 23 000 ans AP), du Magdalénien ancien (vers 17 000 ans AP) et moyen,); et du Mésolithique ancien (vers 9 000 ans AP).

### Révolution française et Empire

#### Nouvelle organisation territoriale
Le décret de l'Assemblée nationale du 12 novembre 1789 décrète qu'« il y aura une municipalité dans chaque ville, bourg, paroisse ou communauté de campagne », mais ce n'est qu'avec le décret de la Convention nationale du 10 brumaire an II (31 octobre 1793) que la paroisse de Mareuil-sur-Cher devient formellement « commune de Mareuil-sur-Cher »,.
En 1790, dans le cadre de la création des départements, la municipalité est rattachée au canton de Saint Aignan et au district de Saint Aignan. Les cantons sont supprimés, en tant que découpage administratif, par une loi du 26 juin 1793, et ne conservent qu'un rôle électoral, permettant l'élection des électeurs du second degré chargés de désigner les députés,. La Constitution du 5 fructidor an III, appliquée à partir de vendémiaire an IV (1795) supprime les districts, considérés comme des rouages administratifs liés à la Terreur, mais maintient les cantons qui acquièrent dès lors plus d'importance en retrouvant une fonction administrative. Enfin, sous le Consulat, un redécoupage territorial visant à réduire le nombre de justices de paix ramène le nombre de cantons en Loir-et-Cher de 33 à 24. Mareuil-sur-Cher est alors rattachée au canton de Saint-Aignan et à l'arrondissement de Blois par arrêté du 5 vendémiaire an X (26 septembre 1801),,. Cette organisation va rester inchangée pendant près de 150 ans.

### Époque contemporaine
Mareuil-sur-Cher est célèbre pour son château du XVIIe siècle.

## Politique et administration

### Découpage territorial
La commune de Mareuil-sur-Cher est membre de la communauté de communes Val-de-Cher-Controis, un établissement public de coopération intercommunale (EPCI) à fiscalité propre créé le 1er janvier 2017.
Elle est rattachée sur le plan administratif à l'arrondissement de Romorantin-Lanthenay, au département de Loir-et-Cher et à la région Centre-Val de Loire, en tant que circonscriptions administratives. Sur le plan électoral, elle est rattachée au canton de Saint-Aignan depuis 2015 pour l'élection des conseillers départementaux et à la Deuxième circonscription de Loir-et-Cher pour les élections législatives.

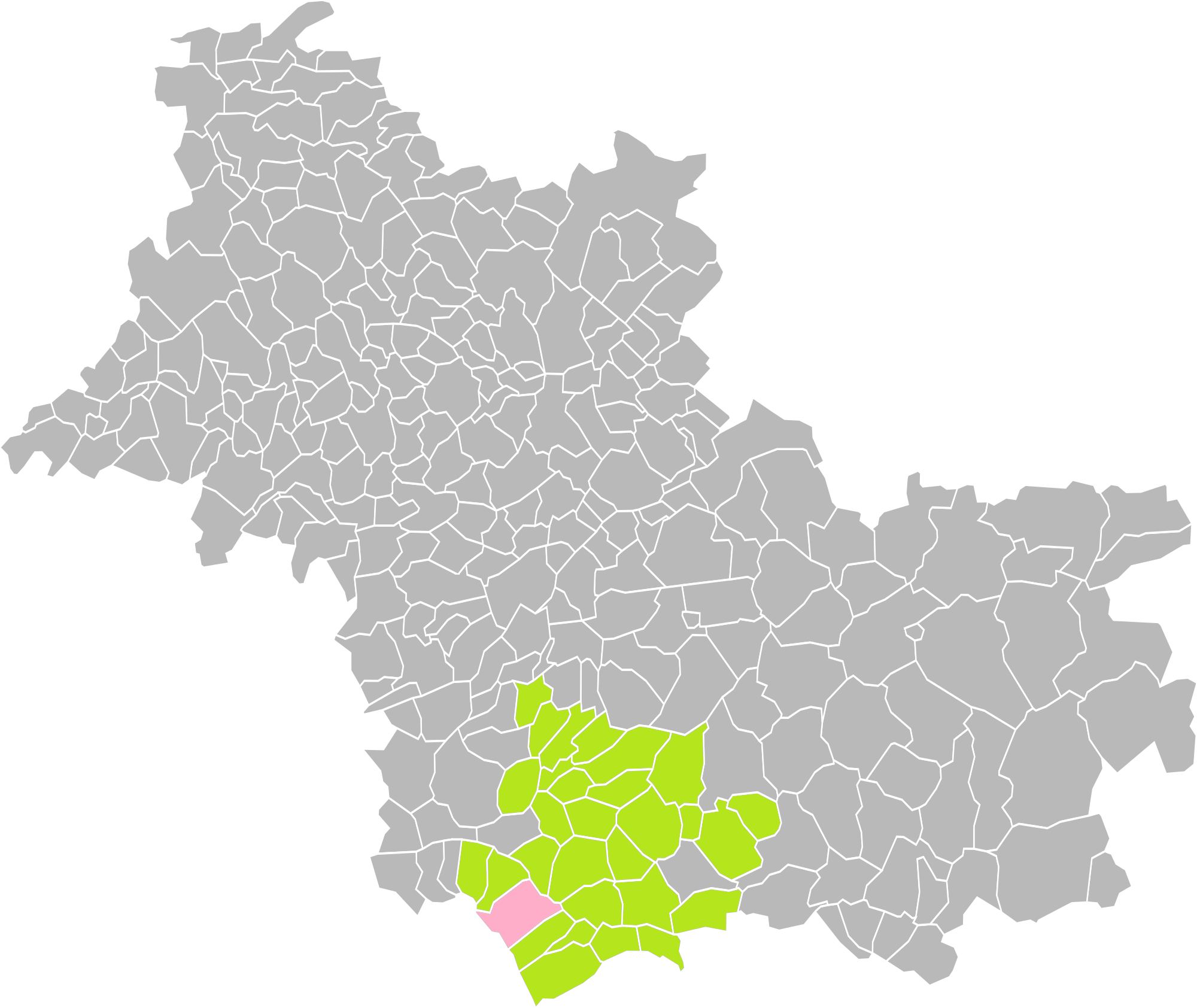
Mareuil-sur-Cher dans l'intercommunalité en 2016.
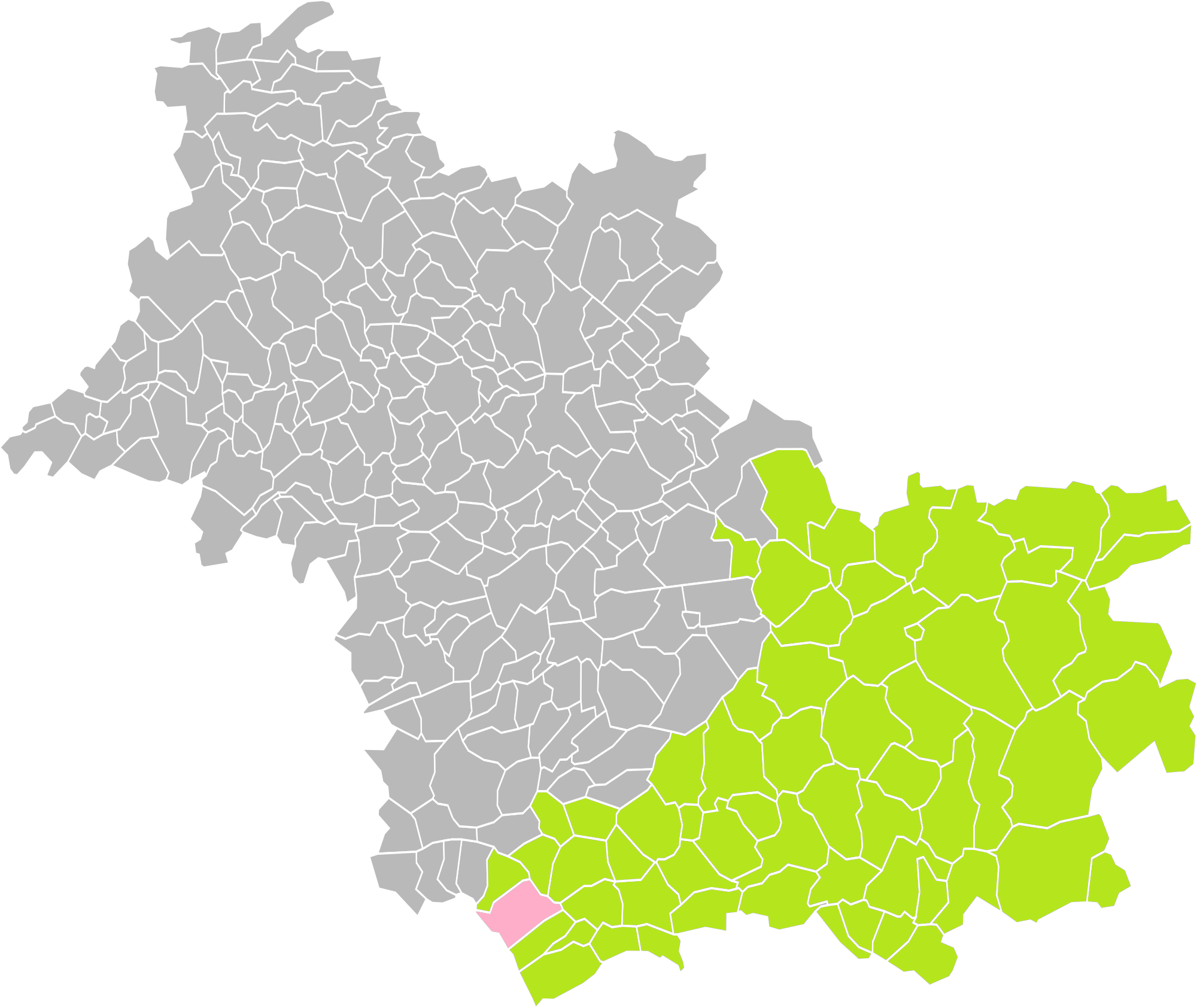
Mareuil-sur-Cher dans l'arrondissement de Romorantin-Lanthenay en 2016.
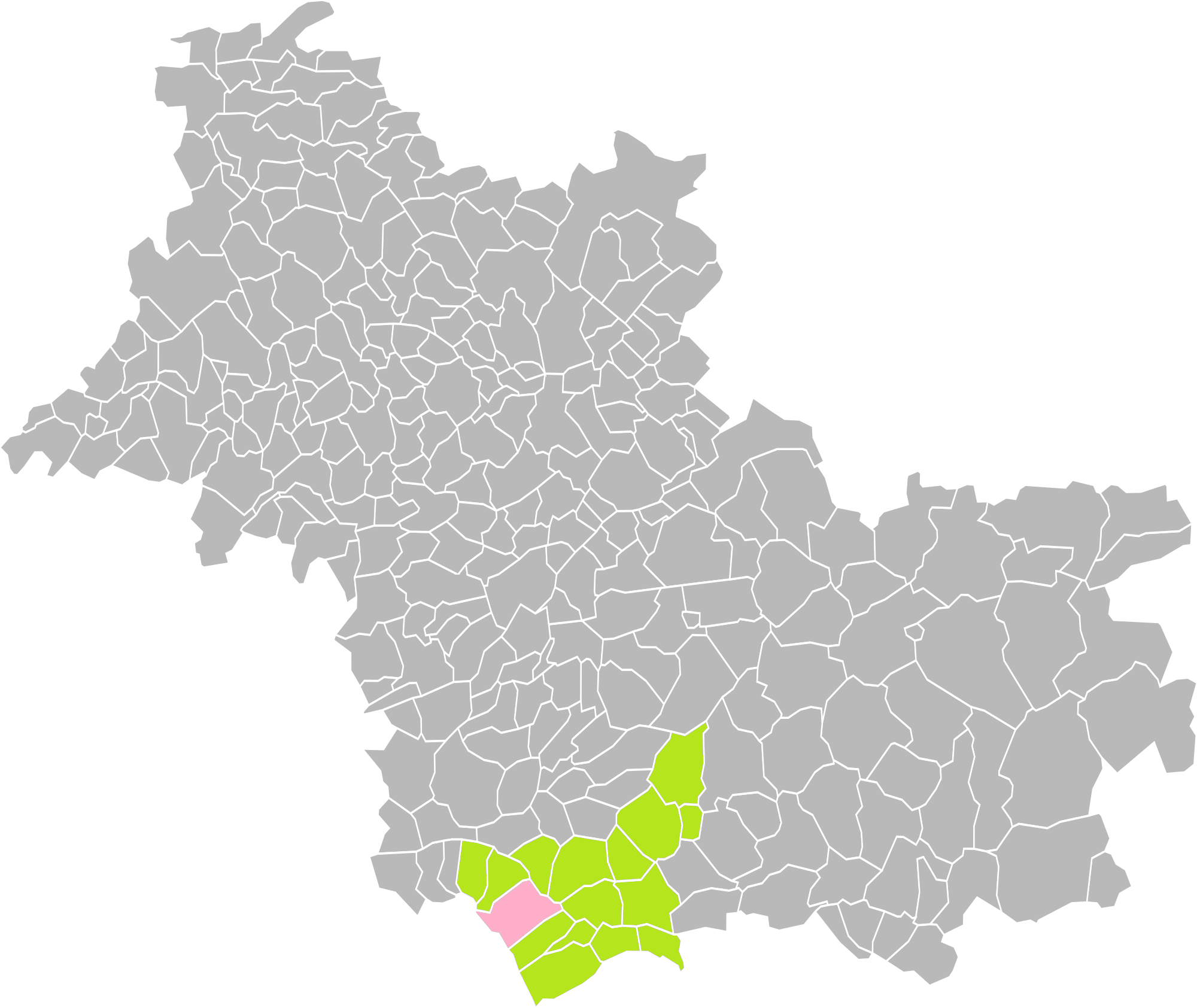
Mareuil-sur-Cher dans le canton de Saint-Aignan en 2016.

### Politique et administration municipale

#### Conseil municipal et maire
Le conseil municipal de Mareuil-sur-Cher, commune de plus de 1 000 habitants, est élu au scrutin proportionnel plurinominal avec prime majoritaire. Compte tenu de la population communale, le nombre de sièges au conseil municipal est de 15. Le maire, à la fois agent de l'État et exécutif de la commune en tant que collectivité territoriale, est élu par le conseil municipal au scrutin secret lors de la première réunion du conseil suivant les élections municipales, pour un mandat de six ans, c'est-à-dire pour la durée du mandat du conseil.
| Période                                  | Période  | Identité                  | Étiquette | Qualité        |
| ---------------------------------------- | -------- | ------------------------- | --------- | -------------- |
| 1800                                     | 1813     | Pierre Marteau            |           |                |
| 1813                                     | 1831     | Gabriel Poitelon du Tarde |           |                |
| 1831                                     | 1852     | Casimir Mouton            |           |                |
| 1852                                     | 1877     | Pierre Patin              |           |                |
| 1878                                     | 1888     | Silvain Rochefort         |           |                |
| 1888                                     | 1893     | Arthur Johnston           |           |                |
| 1893                                     | 1925     | Joseph Bougrier           |           |                |
| 1925                                     | 1929     | Emile Coupechoux          |           |                |
| 1929                                     | 1935     | Anatole Buchet            |           |                |
| 1935                                     | 1943     | Augustin Patin            |           |                |
| 1943                                     | 1945     | Paul Catelin              |           |                |
| 1945                                     | 1976     | Maurice Ragot             |           |                |
| 1976                                     | 1976     | Henri Bizeau              |           |                |
| 1976                                     | 1983     | Armand Labbée             |           |                |
| 1983                                     | 1989     | Joseph Combeuil           |           |                |
| 1989                                     | 2008     | Jean-Claude Almyr         |           |                |
| 2008                                     | En cours | Annick Goineau,           |           | Ancienne cadre |
| Les données manquantes sont à compléter. |          |                           |           |                |

## Équipements et services

### Eau et assainissement
L'organisation de la distribution de l'eau potable, de la collecte et du traitement des eaux usées et pluviales relève des communes. La compétence eau et assainissement des communes est un service public industriel et commercial (SPIC).

#### Alimentation en eau potable
Le service d'eau potable comporte trois grandes étapes : le captage, la potabilisation et la distribution d'une eau potable conforme aux normes de qualité fixées pour protéger la santé humaine. En 2019, la commune est membre du syndicat intercommunal d'adduction d'eau potable et d'assainissement d'Angé Pouillé Mareuil qui assure le service en régie.

#### Assainissement des eaux usées
En 2019, la gestion du service d'assainissement collectif de la commune de Mareuil-sur-Cher est assurée par le syndicat intercommunal d'adduction d'eau potable et d'assainissement d'Angé Pouillé Mareuil qui a le statut de régie à autonomie financière.
Une station de traitement des eaux usées est en service au 1er janvier 2019 sur le territoire communal : 
« La Cave », un équipement utilisant la technique du lagunage naturel, avec prétraitement, dont la capacité est de 810 EH, mis en service le 1er juin 1992.
L'assainissement non collectif (ANC) désigne les installations individuelles de traitement des eaux domestiques qui ne sont pas desservies par un réseau public de collecte des eaux usées et qui doivent en conséquence traiter elles-mêmes leurs eaux usées avant de les rejeter dans le milieu naturel. La communauté de communes Val-de-Cher-Controis assure pour le compte de la commune le service public d'assainissement non collectif (SPANC), qui a pour mission de vérifier la bonne exécution des travaux de réalisation et de réhabilitation, ainsi que le bon fonctionnement et l'entretien des installations.

### Sécurité, justice et secours
La sécurité de la commune est assurée par la brigade de gendarmerie de Saint-Aignan qui dépend du groupement de gendarmerie départementale de Loir-et-Cher installé à Blois.
En matière de justice, Mareuil-sur-Cher relève du conseil de prud'hommes de Blois, de la Cour d'appel d'Orléans (juridiction de Blois), de la Cour d'assises de Loir-et-Cher, du tribunal administratif de Blois, du tribunal de commerce de Blois et du tribunal judiciaire de Blois.

## Population et société

### Démographie

#### Évolution démographique
L'évolution du nombre d'habitants est connue à travers les recensements de la population effectués dans la commune depuis 1793. Pour les communes de moins de 10 000 habitants, une enquête de recensement portant sur toute la population est réalisée tous les cinq ans, les populations de référence des années intermédiaires étant quant à elles estimées par interpolation ou extrapolation. Pour la commune, le premier recensement exhaustif entrant dans le cadre du nouveau dispositif a été réalisé en 2008.

En 2022, la commune comptait 1 155 habitants, en évolution de +2,12 % par rapport à 2016 (Loir-et-Cher : −1,15 %, France hors Mayotte : +2,11 %).
| 1793 | 1800 | 1806 | 1821 | 1831 | 1836 | 1841 | 1846 | 1851 |
| ---- | ---- | ---- | ---- | ---- | ---- | ---- | ---- | ---- |
| 633  | 712  | 699  | 707  | 784  | 784  | 826  | 811  | 819  |

| 1856 | 1861 | 1866 | 1872 | 1876 | 1881  | 1886  | 1891  | 1896  |
| ---- | ---- | ---- | ---- | ---- | ----- | ----- | ----- | ----- |
| 833  | 886  | 919  | 942  | 963  | 1 031 | 1 093 | 1 135 | 1 120 |

| 1901  | 1906  | 1911  | 1921  | 1926  | 1931  | 1936 | 1946 | 1954  |
| ----- | ----- | ----- | ----- | ----- | ----- | ---- | ---- | ----- |
| 1 131 | 1 167 | 1 139 | 1 039 | 1 001 | 1 003 | 993  | 954  | 1 006 |

| 1962  | 1968  | 1975  | 1982 | 1990 | 1999 | 2006  | 2008  | 2013  |
| ----- | ----- | ----- | ---- | ---- | ---- | ----- | ----- | ----- |
| 1 050 | 1 033 | 1 101 | 963  | 977  | 957  | 1 058 | 1 079 | 1 131 |

| 2018  | 2022  | - | - | - | - | - | - | - |
| ----- | ----- | - | - | - | - | - | - | - |
| 1 153 | 1 155 | - | - | - | - | - | - | - |

#### Pyramide des âges
En 2018, le taux de personnes d'un âge inférieur à 30 ans s'élève à 30,6 %, soit en dessous de la moyenne départementale (31,3 %). À l'inverse, le taux de personnes d'âge supérieur à 60 ans est de 31,0 % la même année, alors qu'il est de 31,6 % au niveau départemental.
En 2018, la commune comptait 549 hommes pour 604 femmes, soit un taux de 52,39 % de femmes, légèrement supérieur au taux départemental (51,45 %).
Les pyramides des âges de la commune et du département s'établissent comme suit.
| Hommes | Classe d’âge | Femmes |
| ------ | ------------ | ------ |
| 0,9    | 90 ou +      | 2,2    |
| 7,1    | 75-89 ans    | 9,9    |
| 21,9   | 60-74 ans    | 20,0   |
| 23,3   | 45-59 ans    | 23,2   |
| 16,0   | 30-44 ans    | 14,4   |
| 14,2   | 15-29 ans    | 12,4   |
| 16,6   | 0-14 ans     | 17,9   |

| Hommes | Classe d’âge | Femmes |
| ------ | ------------ | ------ |
| 1,1    | 90 ou +      | 2,6    |
| 9,2    | 75-89 ans    | 11,9   |
| 19,7   | 60-74 ans    | 20,4   |
| 20,7   | 45-59 ans    | 20     |
| 16,5   | 30-44 ans    | 16,2   |
| 15,2   | 15-29 ans    | 13,2   |
| 17,6   | 0-14 ans     | 15,7   |

## Économie

### Secteurs d'activité
Le tableau ci-dessous détaille le nombre d'entreprises implantées à Mareuil-sur-Cher selon leur secteur d'activité et le nombre de leurs salariés :
|                                                              | total | % com (% dep) | 0 salarié | 1 à 9 salarié(s) | 10 à 19 salariés | 20 à 49 salariés | 50 salariés ou plus |
| ------------------------------------------------------------ | ----- | ------------- | --------- | ---------------- | ---------------- | ---------------- | ------------------- |
| Ensemble                                                     | 85    | 100,0 (100)   | 60        | 21               | 2                | 1                | 1                   |
| Agriculture, sylviculture et pêche                           | 19    | 22,4 (11,8)   | 11        | 8                | 0                | 0                | 0                   |
| Industrie                                                    | 5     | 5,9 (6,5)     | 4         | 1                | 0                | 0                | 0                   |
| Construction                                                 | 5     | 5,9 (10,3)    | 3         | 1                | 1                | 0                | 0                   |
| Commerce, transports, services divers                        | 44    | 51,8 (57,9)   | 37        | 7                | 0                | 0                | 0                   |
| dont commerce et réparation automobile                       | 5     | 5,9 (17,5)    | 4         | 1                | 0                | 0                | 0                   |
| Administration publique, enseignement, santé, action sociale | 12    | 14,1 (13,5)   | 5         | 4                | 1                | 1                | 1                   |
| Champ : ensemble des activités.                              |       |               |           |                  |                  |                  |                     |

Le secteur du commerce, transports et services divers est prépondérant sur la commune (44 entreprises sur 85) néanmoins le secteur agricole reste important puisqu'en proportions (22,4 %), il est plus important qu'au niveau départemental (11,8 %).
Sur les 85 entreprises implantées à Mareuil-sur-Cher en 2016, 60 ne font appel à aucun salarié, 21 comptent 1 à 9 salariés, 2 emploient entre 10 et 19 personnes.1 emploie entre 20 et 49 personnes.
Au 1er juillet 2017, la commune est classée en zone de revitalisation rurale (ZRR), un dispositif visant à aider le développement des territoires ruraux principalement à travers des mesures fiscales et sociales. Des mesures spécifiques en faveur du développement économique s'y appliquent également

### Agriculture
En 2010, l'orientation technico-économique de l'agriculture sur la commune est la viticulture (appellation et autre). Le département a perdu près d'un quart de ses exploitations en 10 ans, entre 2000 et 2010 (c'est le département de la région Centre-Val de Loire qui en compte le moins). Cette tendance se retrouve également au niveau de la commune où le nombre d'exploitations est passé de 75 en 1988 à 39 en 2000 puis à 23 en 2010. Parallèlement, la taille de ces exploitations augmente, passant de 17 ha en 1988 à 27 ha en 2010. 
Le tableau ci-dessous présente les principales caractéristiques des exploitations agricoles de Mareuil-sur-Cher, observées sur une période de 22 ans : 
|                                      | 1988                 | 2000                 | 2010                 |
| Dimension économique                 | Dimension économique | Dimension économique | Dimension économique |
| ------------------------------------ | -------------------- | -------------------- | -------------------- |
| Nombre d'exploitations (u)           | 75                   | 39                   | 23                   |
| Travail (UTA)                        | 99                   | 57                   | 37                   |
| Surface agricole utilisée (ha)       | 1 254                | 731                  | 630                  |
| Cultures                             |                      |                      |                      |
| Terres labourables (ha)              | 832                  | 364                  | 306                  |
| Céréales (ha)                        | 461                  | 199                  | 168                  |
| dont blé tendre (ha)                 | 147                  | 102                  | 152                  |
| dont maïs-grain et maïs-semence (ha) | 181                  | 9                    |                      |
| Tournesol (ha)                       | 154                  | 50                   |                      |
| Colza et navette (ha)                | 35                   |                      | s                    |
| Élevage                              |                      |                      |                      |
| Cheptel (UGBTA)                      | 235                  | 183                  | 642                  |

.

#### Produits labellisés
La commune de Mareuil-sur-Cher est située dans l'aire de l'appellation d'origine protégée (AOP)  de cinq produits : deux fromages (le Sainte-maure-de-touraine et le Selles-sur-cher) et trois vins (le crémant-de-loire, le rosé-de-loire et le Touraine).
Le territoire de la commune est également intégré aux aires de productions de divers produits bénéficiant d'une indication géographique protégée (IGP) : les rillettes de Tours, le vin Val-de-loire, les volailles de l'Orléanais et les volailles du Berry,.

Quelques produits labellisés de Mareuil-sur-Cher.
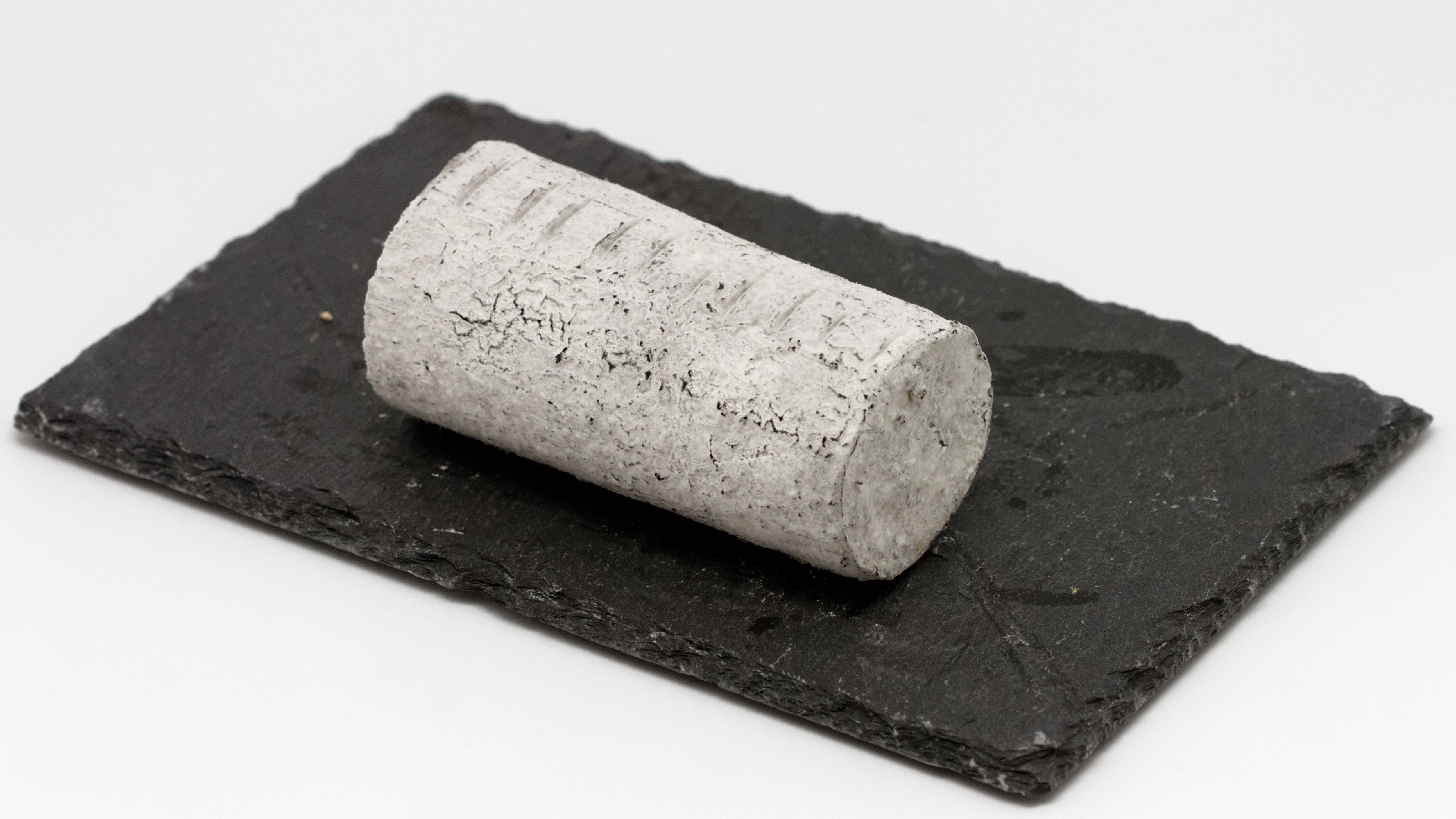
Sainte-maure-de-touraine.
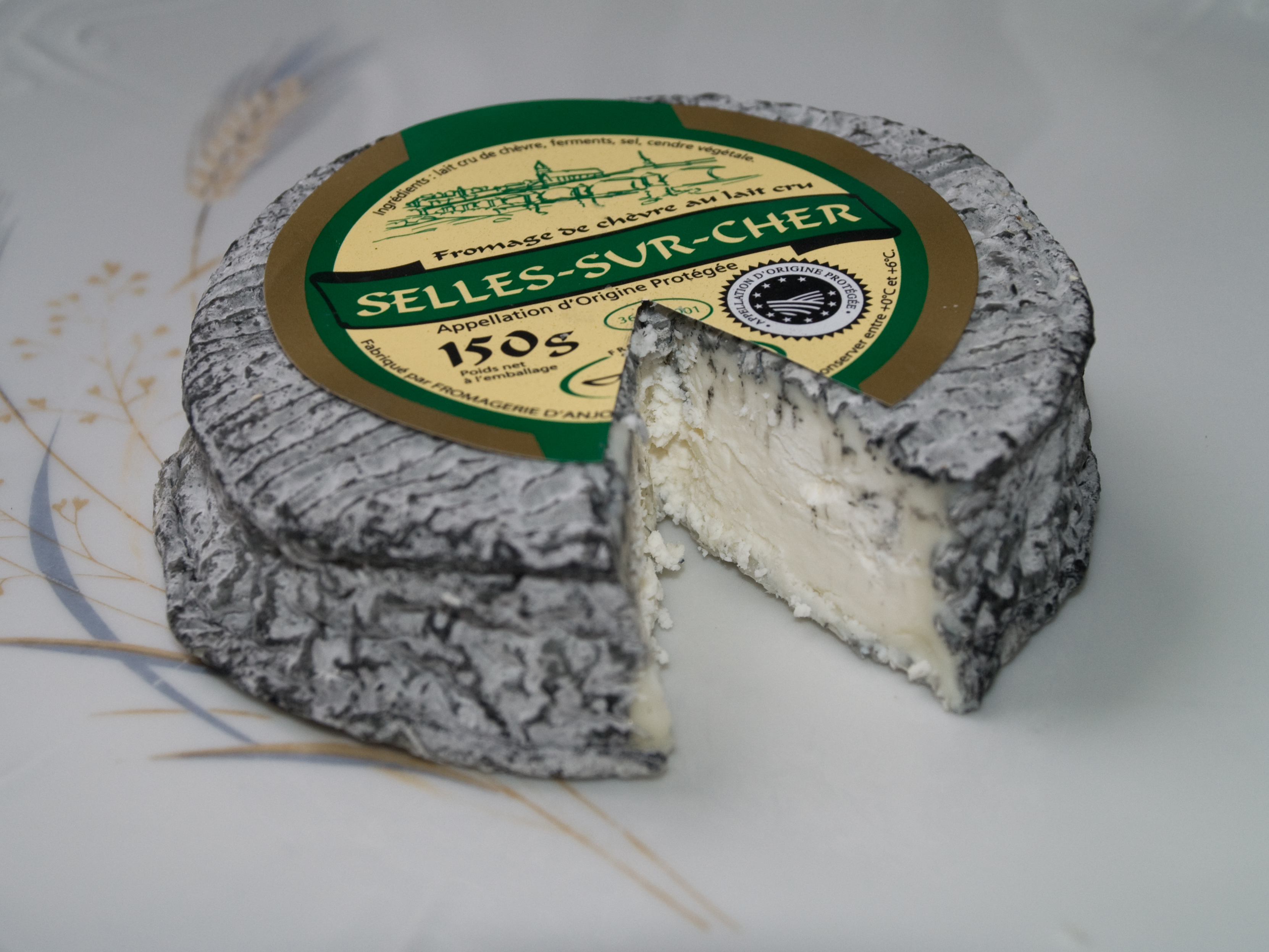
Selles-sur-cher.
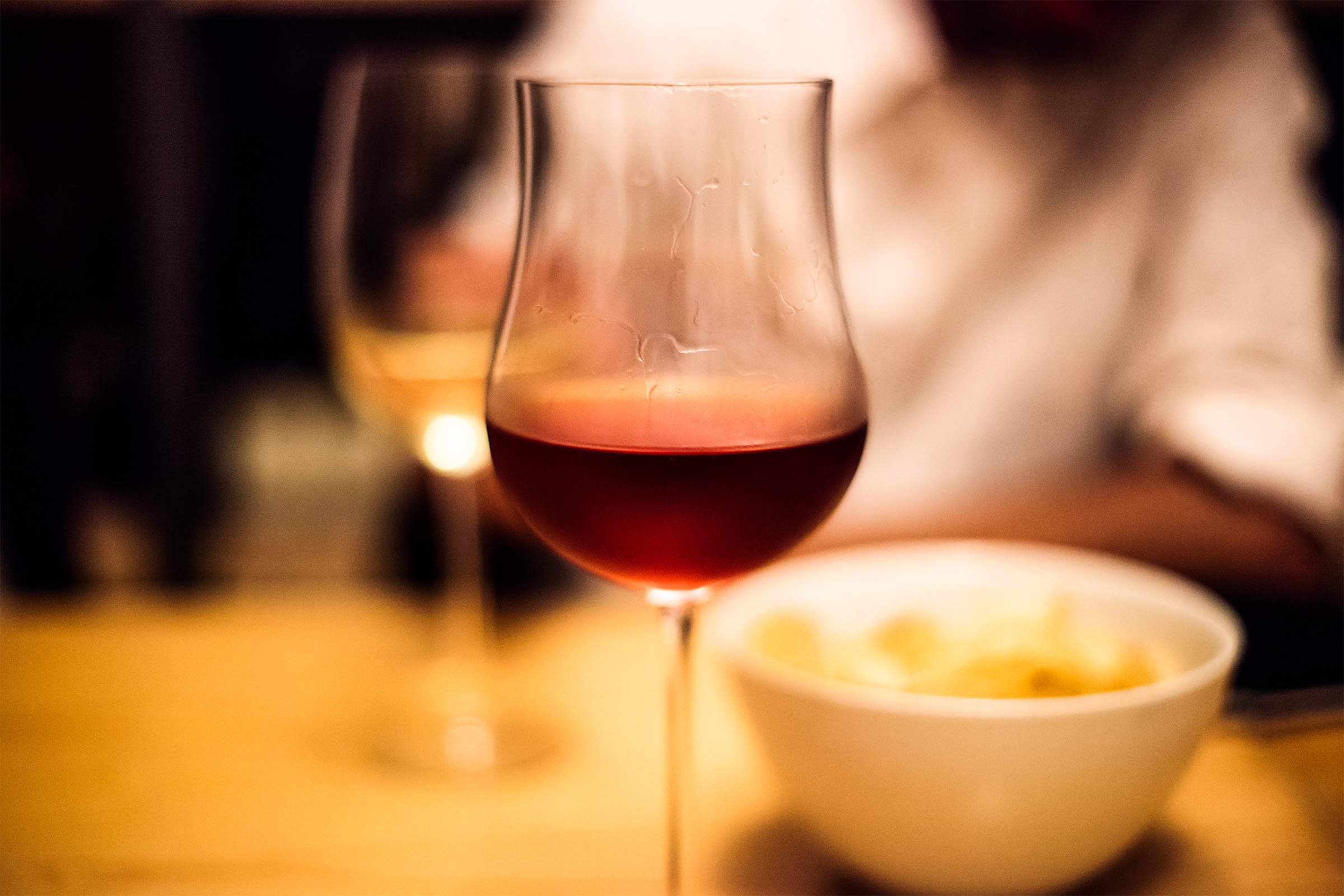
Touraine rouge.

## Culture locale et patrimoine

### Lieux et monuments
- Église Saint-Martin (XIe siècle et XIIe siècle).
- Château (XVe siècle et XVIIe siècle).
- Notre Dame du Bas-Guéret, dite "Vierge de la Brahaudière" (1884).
- Chapelle de Linière (XIIe siècle et XIIIe siècle).
- Mairie-écoles (1892).

### Héraldique
|  | Les armoiries de Mareuil-sur-Cher se blasonnent ainsi : De sinople à l'orle d'argent rempli de pourpre, au chef-retrait aussi d'argent chargé d'une aigle issante de sable. Création C. Chevy (1998) |

### Personnalités liées à la commune
- Thierry Van Cauberg, plus connu sous le nom de François Pirette, humoriste et comédien belge, y réside.